# Menjamel muntanyenc
El menjamel muntanyenc (Microptilotis orientalis) és un ocell de la família dels melifàgids (Meliphagidae).

## Hàbitat i distribució
Habita boscos de les muntanyes a l'illa de Waigeo a les Raja Ampat, i Nova Guinea.